# Vaccine
En vaccine er en biologisk forebyggelse, der giver aktiv immunisering mod en bestemt patogen (sygdomsfremkalder), det vil sige at vacciner beskytter mennesker ved at give en forsmag på en sygdomsfremkalder, så den kan forberede et stærkt forsvar mod den ægte vare.
En vaccine indeholder typisk et middel, der er udvundet af en sygdomsfremkaldende mikroorganisme. Den fremstilles ofte af svækkede eller dræbte former for mikrober, dets toksiner eller dens proteiner. Midlet stimulerer kroppens immunforsvar, således at det kan genkende midlet som en trussel, ødelægge det og huske det, således at det senere har lettere ved at håndtere lignende mikroorganismer. Vacciner kan være profylaktiske (forebyggende) eller terapeutiske (behandlende). 
Administrationen af vacciner kaldes for vaccination. Effektiviteten af vaccination har været bredt studeret og verificeret som for eksempel for sygdomme i Danmark. Det gælder således bl.a. for influenzavaccinen, HPV-vaccinen, og for skoldkoppevaccinen. Vaccination er den mest effektive metode til at forebygge infektionssygdomme; vidtrækkende immunitet pg.a. vaccination er i høj grad ansvarlig for udryddelse af verdenssygdommen kopper og begrænsning af sygdomme som polio, mæslinger og stivkrampe i en stor del af verden.
Verdenssundhedsorganisationen WHO reporterer at licenserede vacciner i dag er ansvarlige for forebyggelse eller kontrol af 25 infektionssygdomme, jf. flokimmunitet
Historisk vaccineres der med en form for antigen evt. tilsat stimulerende agens. Nye alternative vacciner kaldes “gen-vacciner” eller “genetiske vacciner”, se mRNA-vaccine og DNA-vaccine (nedenfor).

## De traditionelle vacciner: antigen-vacciner
Den traditionelle måde at vaccinere på er at vaccinere med et antigen, f.eks. en svækket patogen mikroorganisme eller en beslægtet ikke-patogen mikroorganisme, en virus eller en bakterie.
Nogle eksempler:
- Hepatitis A-vaccine
- HPV Vaccine
- Influenzavaccine
- MFR-vaccine
- Poliovaccine

### Svækket vaccine
En svækket vaccine eller en levende svækket vaccine er en vaccine, der er skabt ved at reducere virulensen af et patogen, men stadig holde den levedygtig eller aktiv. Disse vacciner står i modsætning til de vacciner, der produceres med dræbte bakterier eller inaktiverede virus. Svækkede vacciner stimulerer et stærkt og effektivt immunrespons, der er langvarig. I sammenligning med inaktiverede vacciner producerer svækkede vacciner et stærkere og mere holdbart immunrespons med en hurtigstart af immuniteten. Svækkede vacciner fungerer ved at tilskynde kroppen til at skabe antistoffer og hukommelsesimmunceller som reaktion på det specifikke patogen, som vaccinen beskytter mod. Eksempler på levende svækkede vacciner er vacciner mod mæslinger, fåresyge, røde hunde og gul feber samt nogle influenzavacciner.

### Inaktiveret vaccine
I modsætning til mRNA-, vektor- og subunit-vacciner indeholder inaktiverede vacciner en hel patogen mikroorgsnisme, men den er dog kemisk modificeret, hvilket betyder, at den ikke kan forårsage sygdom. Ofte anvendes beta-propiolacton, et kemikalie der ændrer det genetiske materiale, til inaktivering af virus.
Denne type vaccine producerer ikke så stærk en immunreaktion som nogle andre, og den resulterende immunitet er muligvis heller ikke så langvarig. Derfor bruges ofte hjælpestoffer til at skabe et stærkere immunrespons. For at give immunitet i det lange løb kan det være nødvendigt med to vaccinationer.

### Subunit-vaccine
En subunit-vaccine er en vaccine med et fragment eller en en del af en patogen mikroorganisme, som kan være et protein, et kapselpolysakkarid eller et toxoid, dvs. et eller flere antigener som immunsystemet kan reagere på. Ligesom inaktiverede vacciner er vaccinen fuldstændig "død" og derfor mindre risikabel.

### Peptid-vaccine
En peptid-vaccine består af et eller flere brudstykker af en patogen mikroorganismes protein. Eksempelvis består EpiVacCorona (en russisk corona-vaccine) af tre syntetiske fragmenter af spike, der er bundet til et bæreprotein, som i sig selv er sammensat af syntetiske fragmenter af nukleokapsidproteinet N. Det ene peptid er designet efter spikes receptorbindende domæne, den del der binder til værtscellens ACE2. De andre peptider er designet for at fremkalde antistoffer, der forhindrer virussen i at komme ind i cellen. N-peptiderne kan fremkalde endnu andre beskyttende reaktioner.

## Vektor-vacciner
Vektor-vacciner er en mellemting mellem traditionelle vacciner og nukleinsyre-vacciner og adskiller sig fra de traditionelle vacciner ved ikke at indeholde antigener men gener fra den patogene mikroorganisme og bruger kroppens egen cellulære proteinsyntese til at producere antigener.
En vektor-vaccine bruger en genetisk modificeret virus (vektoren) til at levere den genetiske kode for et eller flere patogenes antigener. Man kan sige at vektoren er et leveringsmekanisme. Den genetiske kode leveres i form af DNA eller RNA, og ved at inficere celler og instruere dem om at fremstille store mængder antigen, som derefter udløser et immunrespons, efterligner vektor-vaccinen, hvad der sker under en naturlig infektion med virus. Dette har fordelen ved at udløse en stærk cellulær immunrespons af T-celler såvel som produktion af antistoffer af B-celler.
Der er to hovedtyper af vektor-vacciner. Ikke-replikerende vektor-vacciner er ude af stand til at fremstille nye virus; de producerer kun antigener. I modsætning hertil producerer replikerende vektor-vacciner også nye infektiøse virioner (virus-partikler) i de celler, som er blevet inficeret i første omgangog som derefter fortsætter antigenproduktionen.
Et eksempel på en viral vektorvaccine er rVSV-ZEBOV-vaccinen mod ebola.
Vektor-vacciner under udvikling mod COVID-19 bruger ikke-replikerende vektorer: Oxford-AstraZeneca, Sputnik V og Johnson & Johnson COVID-19 vaccinerne bruger forskellige adenovirus som leveringssystem. Mange lidt forskellige adenovirus kan forårsage forkølelse.

## Nukleinsyre-vacciner

### RNA-vaccine
I stedet for selve antigenet som i den traditionelle vaccine, vaccineres der med en RNA-vaccine eller mRNA-vaccine, dvs. messenger RNA-vaccine, med en syntetisk kopi af messenger RNA (mRNA), der indeholder koden for antigenet, f.eks. et virusprotein eller et kræftprotein. I december 2020 blev den første mRNA-vaccine anvendt: Comirnaty/Tozinameran mod coronavirus fra partnerskabet mellem BioNTech og Pfizer. Storbritannien var det første land, og i Danmark startede vaccinationen i slutningen af december 2020 med Pfizer-BioNTech-vaccinen.

### DNA-vaccine
DNA-vacciner er stadig i begyndelsen af 2021 på det eksperimentelle plan. Forskere på Statens Seruminstitut har fået tilladelse til at teste en DNA-vaccine mod coronavirus.

## Hvad indeholder en vaccine?
Moderne vacciner til indsprøjtning fremstilles ved komplicerede bioteknologiske processer og kan derfor indeholde et større eller mindre antal komponenter. Typisk vil en vaccine indeholde følgende komponenter:
- Et antigen eller koden til et antigen
- Et konserveringsmiddel
- En eller flere stabilisatorer
- En eller flere surfactanter (overfladeaktive stoffer)
- Et antal restkomponenter fra fremstillingen
- Vand
- Et adjuvant (immunfremmende stof)

En spiselig vaccine indeholder naturligvis helt andre stoffer end en vaccine til indsprøjtning. Eksempelvis har forskere lavet en spiselig vaccine mod kolera bestående af genmodificeret ris.

## Cancervacciner
Vacciner gives traditionelt for at forebygge infektionssygdomme, men brug af terapeutiske cancervacciner er anderledes.  I stedet for at lære immunsystemet at genkende patogener forud for en infektion, er disse vacciner designede mod proteiner produceret af kræftceller, kendt som antigener, for at fremkalde et immunrespons mod eksisterende tumorer.